# Knipowitschia milleri
Knipowitschia milleri és una espècie de peix de la família dels gòbids i de l'ordre dels cipriniformes que es troba a Grècia.